# Ясієвич Володимир Євгенович
Володимир Євгенович Ясієвич (6 червня 1929, Коростень — 13 грудня 1992, Київ) — український радянський вчений з теорії та історії архітектури, а також будівельної техніки, головний науковий співробітник Науково-дослідного інституту теорії та історії архітектури і містобудування, доктор архітектури (з 1983 року).

## Біографія
Народився 6 червня 1929 року у місті Коростені (тепер Житомирської області). В 1954 році закінчив Київський інженерно-будівельний інститут. З 1954 року в Інституті теорії, історії та перспективних проблем радянської архітектури в Києві. В 1957–1961 роках завідував відділом Музею архітектури, з 1977 року — завідувач сектором науково-технічних проблем архітектури, одночасно в 1959–1965 роках викладав у Поліграфічному інституті імені І. Федорова. Член КПРС з 1963 року.
Помер в Києві 13 грудня 1992 року. Урна з прахом захоронена в родинній могилі на старій частині Байкового кладовища.

## Праці
Основні праці з історії і теорії архітектури і будівництва, проблеми взаємозв'язку конструкції, матеріалу і форми в архітектурі, по проблемі стилю. Серед них:
- Ясієвич В. Є. Київський зодчий П. Ф. Альошин. — К.: Будівельник, 1966. — 66 с.
- Ясиевич В. Е. От модерна к конструктивизму // Стр-во и архитектура. — 1976. — № 11. — С. 27-31.
- Ясієвич В. Є. Про стиль і моду. — К.: Мистецтво, 1968. — 166 с.
- Ясиевич В. Е. Памятники архитектуры XIX — начала XX века в городской среде // Стр-во и архитектура. — 1978. — № 11. — С. 21-25.
- Ясиевич В. Е. У истоков архитектуры XX века // Стр-во и архитектура. 1975. № 10. — С. 28-36.
- Ясиевич В. Е. Архитектура Украины периода капитализма и империализма // Памятники архитектуры Украины / КиевНІИИТИ. — К, 1986. — С. 66-112.
- Ясиевич В. Е. Творческое кредо зодчего. К 100-летию со дня рождения П. Ф. Алешина // Строительство и архитектура, 1981 г., № 3.
- Ясиевич В. Е. Киевский зодчий П. Ф. Алешин, Киев, 1966 г.
- Ясиевич В. Е. Павел Алешин // Советская архитектура, 1969 г., № 18.
- Ясиевич В. Е. О генезисе модерна на Украине: /В. Е. Ясиевич // Исследование и охрана архитектурного наследия Украины: Сборник. — К., 1980. — С. 46-53.
- Ясиевич В. Е. Архитектура Украины конца XIX начала XX века /В.Ясиевич — К.: Будівельник, 1988. — 184 с.
- Развитие строительной науки и техники в Украинской ССР: В 3-х т. Т. 1. Строительная наука и техника на Украине с древнейших времён до 1917 г. : энциклопедия / ред. В. Е. Ясиевич. — К. : Наукова думка, 1989. — 328 с. : ил. — ISBN 5-12-009350-7 : 31.76 р.
- Ясиевич В. Е. Архитектура Украины на рубеже XIX-XX веков / В. Е. Ясиевич. — Киев : Будівельник, 1988. — 184 с. : ил. — ISBN 5-7705-0088-3 : 3-60
- Ясиевич, Владимир Евгеньевич. Выдающиеся ученые инженеры-строители Украины / В. Е. Ясиевич, С. Б. Дехтяр, С. А. Сухоруков. — Киев : Будівельник, 1986. — 110. : ил.